# 島島站
島島站（日语：／ Shimashima eki */?）是位於長野縣東筑摩郡波田町前渕（現時：松本市波田），松本電氣鐵道（現時：Alpico交通）的上高地線車站（廢站）。

## 概要
曾經此站是上高地線的終點站。前往上高地方向的巴士於站前到發。但是在1965年，由於鄰站赤松站成為了梓川三座水壩（奈川渡水壩等）工程物資搬運據點，而翌年1966年，巴士總站遷移至該站並改名為新島島站。因此新島島至此站之間的使用人次開始減少。後來，該區間在1983年因風災使造成泥石流，令列車不能通行這個區間。在翌年年尾決定廢除，車站大樓在1988年春天拆毀。
車站大樓遺址變成了巴士回轉處。月台遺址變成國道。
車站大樓拆毀後，在1.3公里外的新島島站附近，建設了舊島島站的車站大樓，該大樓為「波田町觀光詢問處」。

## 歷史
在1921年（大正10年）10月，筑摩鐵道部分區間開通。在1922年（大正11年）9月26日，鐵路延伸至島島站，全線開通。根據鐵路許可，該鐵路可建設至梓川上流的「龍島」，但是沒有建設至該處，以島島站作為終點站。此站便成為了北阿爾卑斯登山及上高地、乘鞍高原觀光的出發據點。
車站所在的地名為前渕。但當初車站已經名為「島島站」。這是取自知名度較高的登山基地島島（位於安曇村（現時：松本市安曇）），以作為山岳觀光入口的形象而命名（島島村落是位於島島站以西2公里深處）。另外，筑摩鐵道（後來改名為筑摩電氣鐵道和松本電氣鐵道）的建設鐵路許可範圍中，包含了梓川對面岸的島島村落方向和龍島（現時：松本市波田龍島），但是由於工程困難而決定不興建至該處。
隨著觀光客和登山客增加，而車站周邊較少平地。較難尋找地方興建巴士總站用地以方便乘客轉乘。因此，於舊赤松站建設新的巴士總站。在1966年（昭和41年）10月1日，舊赤松站改名為新島島站，島島站變成無人車站。在1983年9月28日，颱風吹襲下使發生泥石流，此站至新島島站之間路軌上堆積了沙石，使列車不能通行。這個區間沒有進行修復工程，於1985年1月1日正式廢除。

## 車站構造
截至車站廢除前，車站是一座地面車站，設有1面2線的島式月台。月台端設有站內平交道連接車站出入口。另外，此站設有1條側線。

### 月台
| 月台 | 路線      | 上下行 | 方向                                   |
| ---- | --------- | ------ | -------------------------------------- |
| 1    | ■上高地線 | 上行   | 新島島、波田、新村、信濃荒井、松本方向 |
| 2    | ■上高地線 | 上行   | 新島島、波田、新村、信濃荒井、松本方向 |

## 車站周邊
在島島站西邊設有廢線遺蹟。在上赤松村落內，路軌與國道並行。御岳社附近為導致廢線的泥石流災害現場。在前淵村落入口附近，路軌遺址變成國道。島島站月台遺址是前渕巴士站和部分道路。
- 梓川
- 前渕村落
- Alpico交通前渕巴士站
- Alpico交通巴士車廠
- 新淵橋（日语：新淵橋）

## 松本市 波田觀光詢問處

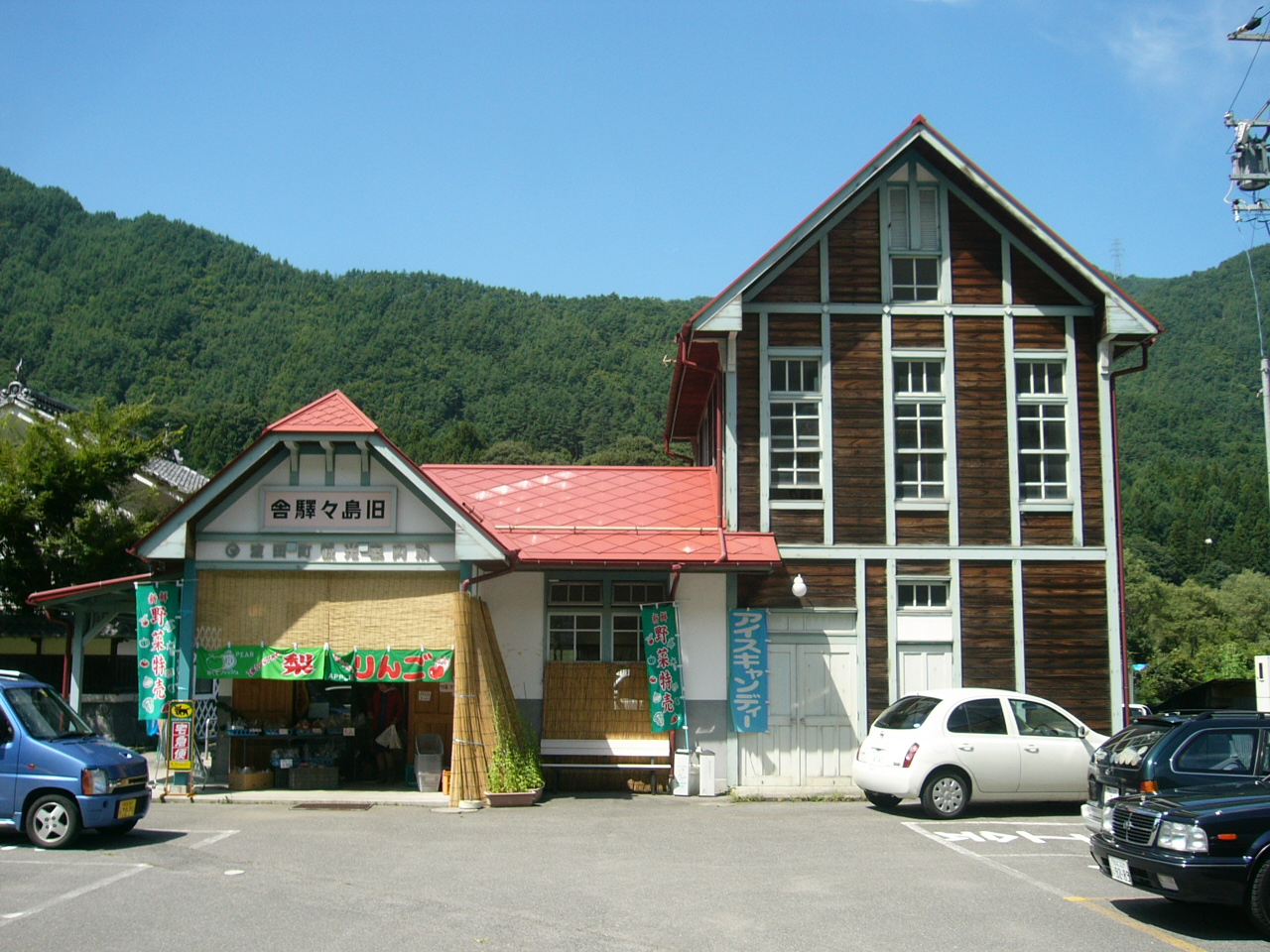
重現島島站車站大樓的松本市波田觀光詢問處

上述提及，島島站廢站後，車站大樓也隨後被拆毀。登山者十分希望能夠復原島島站的車站大樓。在1991年，當時的波田町根據松本電鐵保存的圖積，花費3,500萬日圓，於新島島站附近建設波田町觀光詢問處。該處重現售票處和候車室。
一些舊車站大樓保存的書籍和資訊遷移至復原的建築物。復原的建築物的部分建材取自舊車站大樓。
一樓是觀光詢問處和特產直銷處。二樓是畫廊和工藝品製作場地，在2016年4月1日停止使用。實際上，由於毎年冬季都會關閉，因此在2015年秋天便已經停止使用。
關於停車場，可使用「新島島站泊車轉乘停車場」。

## 相鄰車站
松本電氣鐵道
上高地線
新島島－島島

## 注腳
1. 1 2  信濃毎日新聞社出版部. . 信濃毎日新聞社. 2011-07-24: 304. ISBN 9784784071647 （日语）.
2. 1 2 3 4  《安曇村誌 第3巻 歴史下》安曇村，1998年3月，548頁
3. 1 2  《信濃毎日新聞（日语：信濃毎日新聞）》1991年7月15日，26面。
4. 1 2  《市民Times（日语：市民タイムス）》1991年7月16日，2面。
5. 1 2  . 市民タイムズ.   [2020-04-05] （日语）.[]
6. 1 2  . まち空間プラス. MYMAP.   [2020-04-05]. （原始内容存档于2022-02-18） （日语）.
7. 1 2 3 4  松本電氣鐵道株式會社社史編集委員會《曙光－80年の歩み》松本電氣鐵道株式會社，2000年3月
8. ↑  昭和の終着駅 北陸・信越篇（交通新聞社 2017年6月）p.132 - 133
9. ↑  . Neko出版. 2014年1月6日 （日语）.
10. ↑  . 朝日新聞出版. 2014年11月21日 （日语）.
11. ↑  . 交通新聞社. 2017年6月7日 （日语）.
12. ↑  松本市施設カルテ （页面存档备份，存于）（日語）- 2020年4月2日閲覧